# Bálint Bakfark
Bálint Bakfark (zijn naam is op verschillende wijze gespeld Bachfarrt, Backvart, Bekwark, en soms wordt zijn naam weergegeven als Valentin) (Brașov, 1507 – Padua, 15 of 22 augustus 1576) was een Hongaars componist en luitist uit de Renaissance. Hij was bijzonder invloedrijk als luitspeler in zijn tijd en vermaard als virtuoos op dat instrument.

## Levensloop
Hij werd geboren in Brașov (Brassó), Transsylvanië (nu in Roemenië). Als wees groeide hij op bij de Greff-familie, en werd opgevoed in Buda aan het hof van Jan Zápolya. Bakfark bleef daar tot in 1540, ofschoon hij misschien een keer in die periode naar Italië reisde.
In de loop van de jaren 1540 reisde hij naar Parijs, maar omdat de betrekking van luitspeler van de koning al was ingevuld, verliet hij Parijs voor het Polen van de Jagiellons in 1549, waar hij als hofluitenist in dienst werd genomen door Sigismund Augustus II. Vanaf dan tot 1566 reisde hij intensief door Europa, waarbij zijn roem mettertijd toenam, maar waarbij hij niettemin zijn werkgever trouw bleef in weerwil van de inspanningen van andere vorsten om hem voor zich te winnen; de rijkdom die hem door Sigismund werd toebedeeld, kan zijn beslissing om aan het hof in Vilnius te blijven, hebben beïnvloed.
Hij hield zelf toezicht op de uitgave in 1565 in Krakau van zijn tabulatuurwerk "Harmoniarum musicarum in usum testudinis factarum, tomus primus", met muziekstukken die aan de koning werden opgedragen. De bundel werd gepubliceerd in de beroemde reeks drukken van Łazar Andrysowic, en is tot op heden de enige bekende, bewaard gebleven druk met luittabulatuur.
Wat na 1566 met hem gebeurde is niet precies geweten, maar hij deed duidelijk iets dat de wraak van de koning opwekte, en hij had nauwelijks tijd om Polen te ontvluchten alvorens Poolse troepen zijn huis plunderden en zijn bezittingen vernielden. Daarna leefde hij een tijdje in Wenen en daarna keerde hij terug naar Transsylvanië, maar niet voor lang; in 1571 verhuisde hij naar Padua in Italië, waar hij bleef tot hij aan de pest overleed in 1576. Zoals toentertijd gebruikelijk, werden alle bezittingen van de slachtoffers van de pest verbrand, zodat al zijn handschriften in vlammen opgingen.

## Muziek en invloed
Terwijl Bakfark vrijwel zeker een grote hoeveelheid muziekstukken heeft geschreven, is weinig daarvan herdrukt: een meestal aangevoerde reden is dat ze eenvoudigweg te moeilijk voor anderen waren om te spelen. Zijn overblijvende werken bevatten tien fantasia‘s, zeven madrigalen, acht chansons, en 14 motetten— alle in verrassend getrouwe polyfone bewerkingen voor luit solo. Bovendien maakt hij transcripties voor luit van werken van componisten als Josquin Desprez, Clemens non Papa, Nicolas Gombert en Orlando di Lasso.
Bakfarks composities gelden als meesterlijk en consequent in de ontwikkeling van drie- tot zesstemmige polyfonie.
Jan Kochanowski schreef in zijn epigram "O Bekwarku":
| Poolse originele tekst                                                                                           | Nederlandse vertaling (uit de Engelse)                                                               |
| --- | --- |
| By lutnia mówić umiala, Tak by nam w glos powiedziala: Wszyscy inszy w dudy grajcie, Mnie Bekwarkowi niechajcie! | Als de luit kon spreken Dan zou die zeggen: Laat míj aan Bekfark Gaat gíj allen op doedelzak spelen! |